# Långtjärnen (Hedemora socken, Dalarna)
Långtjärnen är en sjö i Hedemora kommun i Dalarna och ingår i Dalälvens huvudavrinningsområde.